# Oukitel
Oukitel, celým názvem Shenzhen Yunji Intelligent Technology Co. Ltd, je čínský výrobce mobilních telefonů založený v roce 2007. Zaměřuje se na výrobu levnějších chytrých mobilních telefonů. V roce 2008 získala licenci GSM/CDMA na výrobu telefonů. V roce 2009 získali certifikaci kvality ISO 90001. Firma sídlí v Číně v Šen-čenu. Společnost zaměstnává přes 1000 osob.

## Smartphony dle roku výroby

### 2018
- Oukitel U19[3]
- Oukitel U18[4]
- Oukitel K10[5]